# Basilica Aemilia

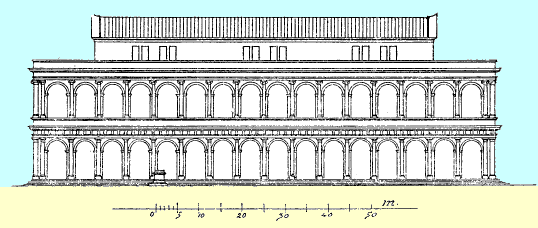
Reconstructie van de Basilica Aemilia

De Basilica Aemilia was een basilica op het Forum Romanum in het oude Rome.
De basilica werd gebruikt als beursgebouw en marktplaats. Er werd onder andere in slaven, vee en grond gehandeld.
De oorspronkelijke basilica werd in 179 v.Chr. gebouwd in opdracht van Marcus Fulvius Nobilior, die dat jaar samen met Marcus Aemilius Lepidus censor was. Omdat de basilica in opdracht van Nobilior werd gebouwd, droeg het gebouw oorspronkelijk de naam Basilica Fulvia. Het waren echter de nazaten van Lepidus die voor de restauraties en herbouw van de basilica zorgden, waardoor het uiteindelijk bekend kwam te staan als de Basilica Aemilia en later Basilica Paulli, naar de Aemilius Paullus-tak van de familie.

## Geschiedenis

### Eerdere gebouwen
De Basilica Aemilia stond op het Forum Romanum, op de hoek van de Via Sacra en de Argiletum. Op deze plaats op het forum stonden in de 5e eeuw v.Chr. al de Tabernae Lanienae, winkels van de slagers, en in de 4e eeuw de Tabernae Argentariae, waar de bankiers handelden. Na een brand in 193 v.Chr. werden de winkels herbouwd als de Tabernae Novae. Waarschijnlijk werd er rond 210 v.Chr. een eerste basilica gebouwd tussen de tabernae en de Cloaca Maxima, die toen nog als een open kanaal door het forum stroomde. Uit opgravingen blijkt dat dit een tufstenen driebeukig gebouw was, met aan de achterzijde een porticus die uitkwam op de markten van het Forum Piscatorium en het Macellum.

### Basilica Fulvia-Aemilia
In 179 v.Chr. werd de Basilica Fulvia gebouwd door Marcus Fulvius Nobilior. Hij had een groot fortuin vergaard, nadat hij in 189 v.Chr. met een Romeins leger de Griekse stad Ambrakia had geplunderd en bijna alle kunstwerken mee naar Rome had genomen. Deze basilica was groter dan de oudere en werd gedeeltelijk over de Cloaca Maxima gebouwd. Toen Nobilior stierf werd de bouw voltooid door Marcus Aemilius Lepidus. De basilica werd in 78 v.Chr. door zijn nazaat Marcus Aemilius Lepidus gerestaureerd. Lepidus was rijk geworden tijdens de beruchte proscripties onder Sulla. Lepidus liet onder meer de gevel versieren met gouden schilden met afbeeldingen van zijn vermaarde familieleden.
Bij opgravingen zijn nog restanten van de Basilica Fulvia teruggevonden, onder andere een tufstenen vloer en de voeten van drie zuilen van 1,10 meter breed. Deze zuilen stonden bijna 5 meter uit elkaar, wat betekent dat de eerste verdieping geheel van hout moet zijn geweest, omdat de zuilen anders onder het zware gewicht van de stenen waren ingestort. De Tabernae Novae stonden destijds nog direct voor de basilica.

### Basilica Paulli
In 55 v.Chr. begon de consul Lucius Aemilius Paullus, zoon van Aemilius Lepidus en de broer van de triumvir, met de herbouw van de basilica. Hij kreeg hierbij financiële steun van Julius Caesar, die in die jaren rijk was geworden van de oorlogsbuit uit Gallië. Hij was door de Romeinse burgeroorlog niet meer in staat om zijn werk te voltooien. Hij werd door het Tweede triumviraat op de proscriptielijst geplaatst en ging in ballingschap waar hij stierf. Toen in 34 v.Chr. de rust in de stad was weergekeerd werd de nieuwe basilica door zijn zoon en consul van dat jaar Lucius Aemilius Paullus Lepidus ingewijd.
Bij de bouw van de basilica werden de oude zuilen van de porticus hergebruikt. De basilica zelf werd echter geheel nieuw gebouwd. Cicero riep dit gebouw al tijdens de bouw uit tot het mooiste van de stad. De Basilica Paulli brandde echter al in 14 v.Chr. gedeeltelijk af, samen met de Tabernae Novae.

### Basilica Paulli van Augustus
De leden van de gens Aemilia wilden de basilica weer herbouwen, maar hadden de middelen niet meer. In 6 of 5 v.Chr. trouwde Lucius Aemilius Paullus echter met Vipsania Julia Agrippina, de kleindochter van keizer Augustus. Augustus liet de Basilica Paulli in een paar jaar tijd op grootse wijze herbouwen, waardoor Plinius de Oudere het weer tot de mooiste gebouwen van Rome rekende. De Tabernae Novae werden niet meer herbouwd. Augustus verving de winkels door een 2 verdiepingen hoge porticus, die hij in 2 v.Chr. aan zijn kleinzoons en erfgenamen Gaius en Lucius Caesar wijdde. In 22 n.Chr. werd deze basilica door Marcus Aemilius Lepidus, zoon van de voorgaande, op eigen kosten gerestaureerd.
De basilica had destijds vijf beuken en twee verdiepingen. Het was 70 meter lang en 29 meter breed. Het dak was van hout. Het gebouw steunde volledig op zijn zuilen en was aan drie zijden te betreden. Alleen tegen de achterzijde werd in de 1e eeuw een muur gemaakt, toen direct achter de basilica de grote Vredestempel en het Forum van Nerva werden gebouwd.
In de basilica hing boven de zuilen van de eerste verdieping een grote fries, waarop de geschiedenis van Rome stond afgebeeld. Een uit fragmenten gereconstrueerd deel beeldt de Sabijnse maagdenroof uit, een ander de bestraffing van Tarpeia. Verder stonden er levensgrote beelden van barbaren in paars en geel marmer. De fries op de 2e verdieping bestond uit acanthusmotieven.
Waarschijnlijk raakte de basilica beschadigd bij de grote brand in 283 (waarbij o.a. de naastgelegen Curia Julia werd verwoest), want er zijn sporen van een restauratie uit deze tijd gevonden.

### Laatste herbouw
Aan het begin van de 5e eeuw, vermoedelijk tijdens de inval van Goten onder Alarik in 410, werd de Basilica geheel verwoest. De brand die hierbij ontstond was zo heet dat enkele in het pand aanwezige bronzen munten smolten op de grond. De resten hiervan zijn nog steeds zichtbaar. De marmeren zuilen waarop het gebouw steunden waren op enkele stompen na verdwenen. Toch werd de Basilica Paulli nog een keer gerestaureerd, zij het niet in de luxe vorm en grootte van voor de brand. De vloer werd over het puin heen opnieuw aangelegd en daarop werd een kleine basilica herbouwd. In plaats van zuilen diende nu een bakstenen muur met zeven arcaden als ingang. Dit is de muur die gedeeltelijk in gereconstrueerde vorm nu nog op het forum staat. In de 6e eeuw werd in een deel van het gebouw nog een luxe marmeren vloer aangelegd.
Bij de grote aardbeving die Rome in 847 trof, werd de Basilica Aemilia voor de laatste maal verwoest. In deze tijd was Rome grotendeels verlaten en de resterende inwoners hadden niet meer het geld of de behoefte om het gebouw nogmaals te herstellen.

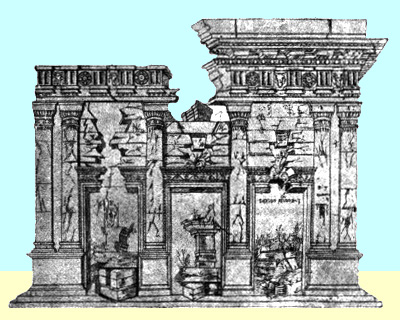
Restanten van de Porticus van Gaius en Lucius in 1480

## Porticus van Gaius en Lucius
Augustus liet aan de voorzijde van de basilica een grote twee verdiepingen hoge porticus bouwen. Hierin werden de winkels gevestigd die voorheen in de Tabernae Novae zaten. De porticus onttrok de voorzijde van de basilica geheel aan het zicht. Via twee trappen aan beide uiteinden kon men de verdieping bereiken.
Delen van de Porticus stonden in de 15e eeuw nog overeind, toen Giuliano da Sangallo ze optekende. Een deel van de wijdingsinscriptie aan Lucius Caesar is bewaard gebleven en wordt op het forum tentoongesteld.

## Antieke bron
1. ↑  Cicero, Att. 4.16.8.
2. ↑  Plinius maior, Naturalis Historia 36.102.

## Referentie
- A. Claridge, Rome (Oxford Archaeological Guides), London 1998. pp. 67-68. ISBN 019288003-9
- L. Richardson, jr, A New Topographical Dictionary of Ancient Rome, Baltimore - London 1992. pp. 54-56. ISBN 0801843006
- J. Lendering, Stad in marmer. Gids voor het antieke Rome aan de hand van tijdgenoten, Amsterdam, 2002. pp. 157-161. ISBN 902533153X